# Lee Mishkin
Lee Mishkin (5 février 1927 - 19 juin 2001) est un animateur et un réalisateur américain.

## Biographie
Il réalise en 1970 le court métrage d'animation Is It Always Right to Be Right?, qui  remporte l'Oscar du meilleur court métrage d'animation en 1970.
Il est le fondateur du Vancouver Institute of Media Arts (VanArts), une école d'art axée sur l'animation, le design, le théâtre et la photographie. Au cours des années 1980 et 1990, Lee Mishkin siège au conseil consultatif de National Student Film Institute,.
Le 19 juin 2001, il meurt dans son sommeil d'insuffisance cardiaque.